# Туве Торвальдс
Туве Монні Торвальдс (фін. Tove Torvalds) — фінська шестиразова чемпіонка Фінляндії з карате. 
За освітою вона вихователька дитячого садка. У 1997 році вона вийшла заміж за Лінуса Торвальдса, її колишнього вчителя і творця операційної системи Linux. Вони познайомилися під час навчання в Гельсінському університеті на початку 1990-х років, коли Лінус Торвальдс читав курс інформатики. У них три доньки: Патриція Міранда (нар. 5 грудня 1996), Даніела Йоланда (нар. 16 квітня 1998) і Селеста Аманда (нар. 20 листопада 2000).
Монні має чорний пояс 3-го ступеня з карате Вадорю. Наразі вона тренується і викладає тхеквондо в місті Портленд (США, штат Орегон). В останній дисципліні вона має чорний пояс 4-го ступеня з 2018 року.